# What's My Name? (canção de Snoop Doggy Dogg)
"Who Am I? (What's My Name?)" é uma canção do rapper estadunidense Snoop Doggy Dogg, lançada em 30 de Outubro de 1993 como primeiro single de seu álbum de estreia Doggystyle. A canção ficou entre as 10 melhores na Billboard Hot 100.

## História
A canção, produzida por Dr. Dre, apresenta interpolações do baixo em "(Not Just) Knee Deep", do Funkadelic, e do refrão de "Atomic Dog", de George Clinton. O refrão diz "Atomic doggy dogg", com os vocais originais sendo mixados.
Vocais adicionais foram contribuidos por Jewell, Tony Green e pelo próprio Dr. Dre. A sua continuação foi chamada de "Snoop Dogg (What's My Name II)" e apareceu no seu álbum Tha Last Meal. A arte da capa foi feita por Joe Cool. A canção apresenta o verso "Shit that I drop 'cuz ya know it don't stop / Mr. One Eight Seven on a motherfuckin' cop", uma referência a canção "Deep Cover" de Dr. Dre e Snoop.
A canção apresenta brevemente Dr. Dre, apesar de não ter levado crédito ele claramente faz um rap no final da primeira estrofe.
Desde então, outros rappers tem usado os versos da música em suas próprias canção, mais notavelmente Jay-Z, que usou os versos "Went solo on that ass / but it's still the same" e "What's my motherfuckin' name?" em seu próprio hit "Jigga My Nigga", e Ja Rule, que usou o último verso como a introdução de "I'm Real (Murder Remix)", uma de suas várias colaborações com Jennifer Lopez.

## Videoclipe
Fab 5 Freddy dirigiu um videoclipe computadorizado para a canção. Snoop e outros são capazes de se transformarem em cachorros. Outros associados de Snoop fazem aparições como Kurupt, Daz Dillinger e Warren G.

## Lista de faixas
1. What's My Name? (Clean Radio Mix)
2. What's My Name? (Clean Club Mix)
3. What's My Name? (Explicit Club Mix)
4. What's My Name? (LP Version)
5. What's My Name? (Instrumental)[2]

## Desempenho nas paradas
| Paradas (1993)                                       | Melhores posições |
| ---------------------------------------------------- | ----------------- |
| O campo songid é OBRIGATÓRIO PARA PARADA ALEMÃ       | 20                |
| Austrália (ARIA)                                     | 13                |
| Bélgica (Ultratop 50 de Flandres)                    | 22                |
| Estados Unidos (Billboard Hot 100)                   | 8                 |
| Estados Unidos (Billboard R&B/Hip-Hop Songs)         | 8                 |
| Estados Unidos (Billboard Radio Songs)               | 17                |
| Estados Unidos (Billboard Hot Singles Sales)         | 6                 |
| Estados Unidos (Billboard Hot Rap Songs)             | 1                 |
| Estados Unidos (Billboard Rhythmic Songs)            | 11                |
| Estados Unidos (Billboard Hot Dance Music/Club Play) | 43                |
| França (SNEP)                                        | 11                |
| Nova Zelândia (Recorded Music NZ)                    | 4                 |
| Países Baixos (Single Top 100)                       | 8                 |
| Reino Unido (UK Singles Chart)                       | 20                |
| Suécia (Sverigetopplistan)                           | 14                |
| Suíça (Schweizer Hitparade)                          | 21                |